# La reina verge
La reina verge (títol original en anglès: Young Bess) és una pel·lícula estatunidenca dirigida per George Sidney estrenada el 1953. Ha estat doblada al català.

## Argument[2]
El 1558, Elisabet I d'Anglaterra es converteix en reina d'Anglaterra. La Sra. Ashley, la seva majordoma, i el Sr. Parry, el seu intendent, recorden les alegries i de les penes que han jalonat la seva joventut...
El 1536 Enric VIII fa executar la seva dona Anna Bolena i aparta la seva filla Elisabet, anomenada Bess, de la tribunal reial]. Després d'haver-se casat tres vegades, Enric es casa amb Catherine Parr, nova reina amb qui Bess, que torna a estar en gràcia, troba simpatia i suport. De forta personalitat, Bess s'asseu i sorprèn el seu pare. S'enamora de Thomas Seymour, almirall de la flota anglesa i home de confiança del rei. El vell rei Enric VIII mor i el seu jove fill Eduard el succeeix sota un consell de regència dirigida per Ned Seymour, germà de Thomas. Però Ned Seymour i la seva dona són uns intrigants.
Bess que espera convertir-se en reina un dia per reorganitzar i afirmar la potència d'Anglaterra, s'oposa violentament amb Thomas al despotisme de Ned Seymour. Descobreix més tard la relació de Thomas i de Catherine Parr, però malgrat allò, afavoreix el seu matrimoni. Thomas provarà a Bess que l'estima tant com Catherine. Molt dedicat a la seva dona, es dedica completament a ella, però mor poc temps després.
Més tard, Bess va a veure Thomas, sempre enamorat d'ella, però Ned Seymour fa condemnar a mort el seu germà per traïció. Malgrat tota la determinació de Bess a salvar Thomas, serà executat. La futura reina d'Anglaterra, acostumada per les proves estarà a punt, en el moment adequat, de provocar i enfrontar-se al seu destí.

## Repartiment
- Jean Simmons: La jove Bess (Elisabet I d'Anglaterra)
- Stewart Granger: Thomas Seymour
- Deborah Kerr: Catherine Parr
- Charles Laughton: El Rei Enric VIII d'Anglaterra
- Kay Walsh: Sra. Ashley
- Guy Rolfe: Edward Seymour, 1r duc de Somerset
- Kathleen Byron: Jeanne Seymour
- Cecil Kellaway: M. Parry
- Rex Thompson: El jove Rei Eduard VI d'Anglaterra
- Robert Arthur: El patge Barnabé
- Leo G. Carroll: M. Mums, El preceptor
- Elaine Stewart: Anna Bolena
- Dawn Addams: Kate Howard
- Ivan Triesault
- Doris Lloyd: Mare Jack
- Lumsden Hare: L'arxipreste Cranmer

## Premis i nominacions

### Nominacions
- 1954: Oscar a la millor direcció artística per Cedric Gibbons, Urie McCleary, Edwin B. Willis, Jack D. Moore
- 1954: Oscar al millor vestuari per Walter Plunkett

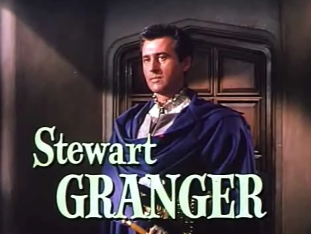
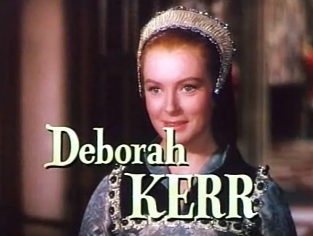
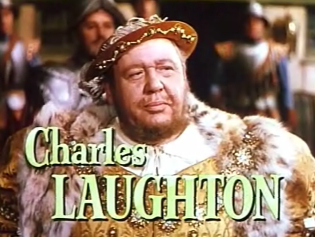